# Mosse aeree di wrestling
Le tecniche aeree sono utilizzate nel wrestling per mostrare l'agilità e la velocità del wrestler che le esegue. Queste mosse sono soprattutto eseguite dai Cruiserweight, i lottatori dal peso generalmente inferiore ai 100 kg, più piccoli e veloci degli Heavyweight e che quindi hanno serie difficoltà nel compiere la maggior parte delle power move.
C'è un'ampia varietà di tecniche aeree nel pro wrestling e molte di queste sono conosciute con diversi nomi.

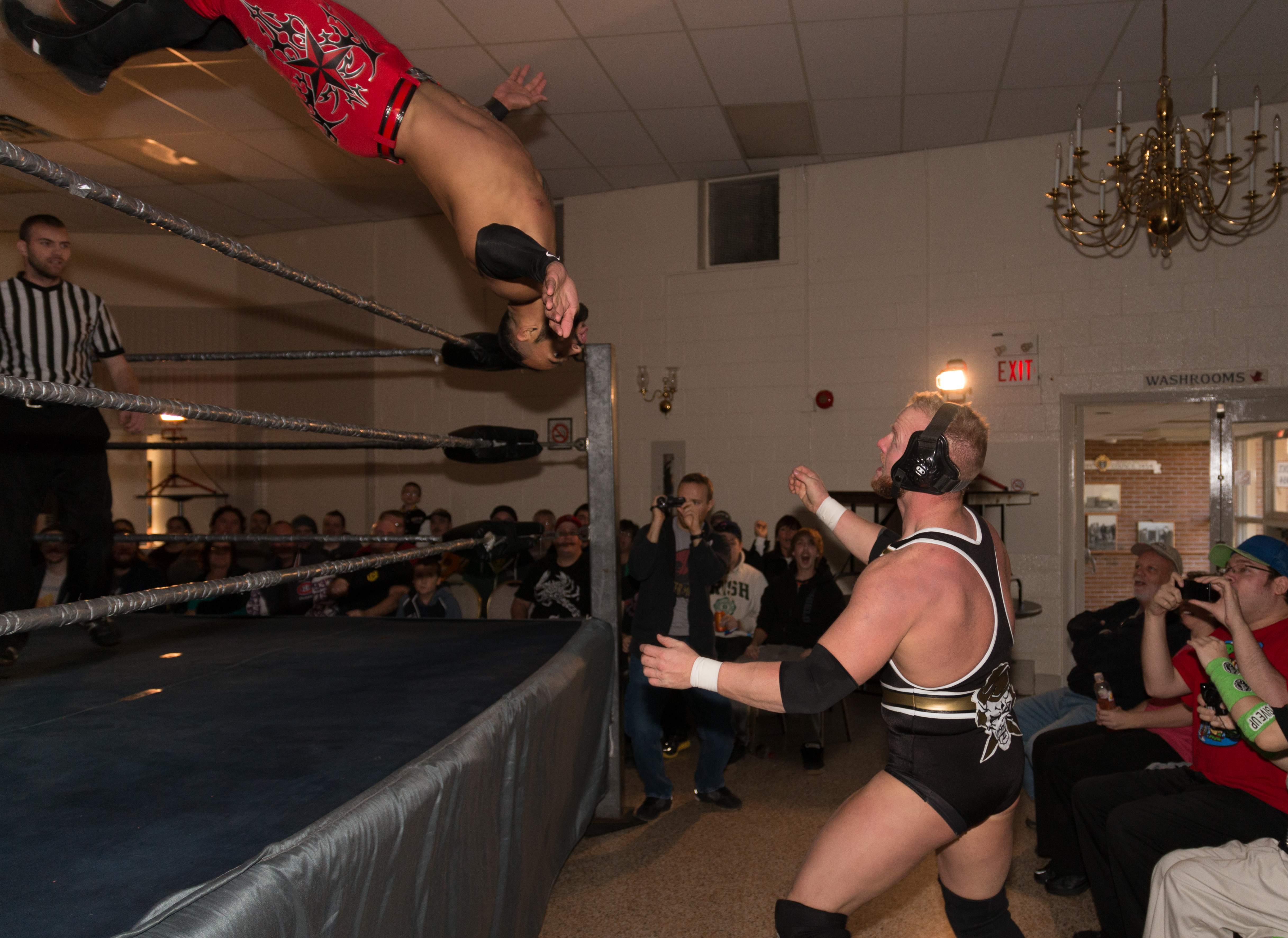
Ricochet che effettua l'over the ropes corkscrew moonsault

## Diving Chop

### Arm twist ropewalk chop
Il wrestler prende uno dei polsi dell'avversario e gli torce il braccio, bloccandolo in un armlock dopo di che trascina l'avversario verso un angolo del ring. L'esecutore, sempre mantenendo il braccio bloccato, sale quindi sul paletto e in perfetto equilibrio, compie qualche passo sulla terza corda, prima di saltare giù e colpire con il braccio libero l'avversario sul suo torace o sulla parte posteriore del collo.

### Overhead Chop
In piedi sul tenditore superiore, il lottatore attaccante procede a saltare per sferrare un colpo dall'alto alla testa di un avversario in piedi.

## Diving Strikes

### Diving Clothesline
Il lottatore attaccante salta da una posizione elevata estendendo il braccio fuori dal lato del corpo e parallelo al suolo, colpendo l'avversario in piedi al collo o al petto, facendolo cadere. Una versione di questa mossa, chiamata laccio volante , coinvolge il lottatore che avvolge il braccio attaccante attorno al collo dell'avversario.

### Diving Double Axe Handle
Conosciuto anche come manico dell'ascia da sub, smash con manico a doppia ascia da sub o doppia slitta da sub, questo si ottiene saltando dal tenditore superiore al tappeto o al pavimento e colpendo l'avversario con due pugni tenuti insieme come se si tenesse un'ascia. Questo di solito viene fatto su un avversario in piedi o in aumento. Una variazione comune vede il lottatore in piedi sopra la corda superiore, rivolto lontano dal ring. Da questo punto, il lottatore salta, girandosi verso l'interno del ring e stringendo rapidamente entrambi i pugni insieme per colpire il manico della doppia ascia. Utilizzato da Randy Savage.

## Diving Drops

### Diving Legdrop
Chiamato anche guillotine leg drop , questa mossa vede un lottatore saltare da una piattaforma rialzata atterrando con la parte inferiore di una gamba sulla gola o sul petto dell'avversario. 

#### Diving Legdrop Moonsault
Questa variazione vede il lottatore eseguire un salto lunare ma invece di atterrare sull'avversario in una posizione di splash , il lottatore continua la rotazione per guidare una gamba attraverso l'avversario a terra.

#### Shooting Star Legdrop
Il lottatore salta in avanti da una posizione elevata dopo una rotazione completa di 360° o oltre , spingendo una gamba sopra l'avversario caduto.

#### Summersault Legdrop
Il lottatore, in piedi su una posizione elevata, salta e si lancia in avanti per atterrare con una gamba sull'avversario che giace sotto. Questa mossa può essere eseguita anche da una posizione eretta non elevata sebbene questa variazione sia piuttosto rara.

### Diving Elbow Drop
Eseguito tuffandosi su un avversario supino con un gomito alzato, spingendo il gomito contro l'avversario mentre il lottatore cade su uno dei suoi fianchi. 

#### Diving 450 Elbow Drop
Il lottatore si tuffa in avanti da una posizione elevata eseguendo un salto mortale di 450 atterrando sull'avversario supino con la caduta del gomito.

#### Diving Back Elbow Drop
Questa variazione meno comune vede un lottatore in piedi rivolto verso un avversario in piedi o supino e in una posizione elevata (di solito il tenditore superiore). Il lottatore quindi si tuffa all'indietro per colpire l'avversario.

#### Diving Pointed Elbow Drop
Il lottatore si siede sul tenditore superiore con un piede su ogni seconda corda di fronte a un avversario supino. Il lottatore quindi salta in avanti stringendo insieme entrambi gli avambracci, atterrando sulle ginocchia, spingendo un gomito contro l'avversario.

#### Shooting Star Elbow Drop
Questa mossa vede un lottatore saltare in avanti da una posizione elevata seguito dall'esecuzione di un backflip a mezz'aria per atterrare prima con il gomito su un avversario sdraiato sul tappeto.

### Diving Fist Drop
Una mossa in cui un lottatore salta giù dal tenditore su un avversario, piantando il pugno nella testa dell'avversario. Mentre lo fanno, i lottatori hanno le quattro nocche anteriori in fuori e il pollice di lato.

### Diving Headbutt
Conosciuto anche come lancio di una testata in picchiata , viene lanciato dal tenditore con il lottatore che salta in avanti in aria a testa in giù per cadere e colpire ovunque sul corpo prono o supino dell'avversario. 

### Diving Knee Drop
Una mossa in cui un lottatore salta dal tenditore superiore, dalla corda superiore o dall'apron, atterrando con un ginocchio su un avversario supino.

#### Meteora
Questa versione della doppia caduta del ginocchio in tuffo vede l'attaccante eseguire la manovra da una piattaforma elevata, saltando in avanti su un avversario in piedi o seduto in posizione verticale con ogni ginocchio che colpisce entrambe le spalle contemporaneamente. 

#### Shooting Star Knee Drop
Questa mossa vede il lottatore saltare in avanti dal secondo tenditore, eseguire un salto mortale all'indietro a mezz'aria, atterrando prima con il ginocchio su un avversario a quattro zampe.

## Senton

### Diving Senton
Questa variazione in tuffo per un senton vede il lottatore atterrare all'indietro o con le natiche prima sullo stomaco o sul petto dell'avversario. 

### Backwards Facing Senton
La mossa vede un lottatore attaccante saltare sul tenditore superiore o sulla corda superiore rivolto lontano dal ring prima di cadere all'indietro sull'avversario sdraiato. 

### 360 Senton
L'attaccante sul tenditore superiore salta e si lancia a mezz'aria in un doppio salto mortale frontale per atterrare seduto sull'avversario sottostante.

### Corkskrew 360 Senton
In questa versione, il lottatore rivolto lontano dal ring sul tenditore superiore esegue una virata a mezz'aria di 180° durante l'esecuzione della manovra.

### Diving Seated Senton
Questa variante vede il lottatore che usa il coccige e la parte bassa della schiena per cadere in posizione seduta costringendo un avversario in piedi al tappeto invece di usare tutta la schiena. Eseguito saltando in avanti da una piattaforma rialzata o saltando sulle spalle dell'avversario, costringendolo a terra. Questo può essere eseguito anche su un avversario prono o supino sul tappeto. 

### Diving Summersault Seated Senton
Questa variante, tecnicamente descritta come un senton seduto con salto mortale in tuffo, viene eseguita lanciandosi in avanti da una piattaforma rialzata sulle spalle di un avversario in piedi, costringendolo a terra in una posizione di blocco.

### Moonsault Senton
L'attaccante salta sul tenditore superiore o sulla corda superiore rivolta verso l'esterno dell'anello ed esegue un salto lunare, atterrando in una normale posizione di senton. Esiste anche una versione in piedi di questa mossa.

### Senton Bomb
In questa variazione, il lottatore attaccante esegue una rapida capriola frontale dal tenditore superiore, atterrando prima sull'avversario all'indietro.

### Corkskrew Senton Bomb
Un'altra variante in cui il lottatore attaccante rivolto verso il ring esegue una rotazione di 360° in aria prima dell'impatto. 

### High-Angle Senton Bomb
Una variante che vede un lottatore saltare dal tenditore superiore mantenendo il corpo dritto e le braccia tese, simile a un tuffo del cigno [9] e poi aspettando fino all'ultimo momento per eseguire il salto mortale, quindi è appena completo quando l'attaccante colpisce il avversario con la parte superiore della schiena/spalle.

### Rolling Senton Bomb
Un'altra variante in cui il lottatore attaccante, rivolto lontano dal ring, esegue una torsione di 180° seguita dalla bomba senton. 

### Shooting Star Senton
Saltando in avanti da una posizione elevata, il lottatore attaccante esegue un backflip a mezz'aria che termina con un senton.

## Diving Blocks

### Diving Shoulder Block
Il lottatore si tuffa da una posizione elevata piegando entrambe le braccia e colpendo un avversario in piedi con una spalla nella parte superiore del corpo.

### Diving Spear
Una versione subacquea del takedown noto come lancia . Un lottatore salterà da una piattaforma rialzata spingendo una spalla nel busto mentre tira entrambe le gambe dell'avversario, costringendolo a scendere sul tappeto.

## Splash

### Diving Splash
Questa manovra di base prevede che un lottatore salti in avanti da una piattaforma rialzata, atterrando prima a pancia in giù orizzontalmente su un avversario che giace a terra sottostante. 

### 450 Splash
Conosciuto anche come firebird splash , coinvolge un attaccante che affronta l'anello dalla parte superiore dei tenditori, quindi esegue un "Rudolph" ( capriola mortale frontale con 1 ⁄ colpi di scena ) per far atterrare la parte anteriore della parte superiore del corpo sull'avversario. 

### Corkskrew 450 Splash
La mossa è stata innovata e resa popolare da Hayabusa , che l'ha battezzata Phoenix splash . Il lottatore rivolto lontano dal ring sul tenditore superiore esegue una rotazione di 180 ° a mezz'aria mentre esegue uno splash di 450 ° su un avversario sdraiato.

### Imploding 450 Splash
Conosciuto anche come pressa a stella fiammeggiante o splash invertito / inverso a 450 ° , vede il lottatore attaccante in piedi sul tenditore superiore rivolto lontano dal ring. Quindi saltare all'indietro eseguendo uno splash di 450° verso l'interno (rivolto verso il tenditore) su un avversario a terra sul tappeto. 

### Corkskrew Imploding 450 Splash
Il lottatore attaccante si trova sul tenditore superiore rivolto verso il ring ed esegue una rotazione di 180° a mezz'aria mentre esegue uno splash di 450° verso l'interno.

### Corner Slingshot Splash
Il lottatore pone l'avversario sdraiato supino perpendicolarmente al tenditore. Quindi avvicinandosi al tenditore nello stesso angolo, afferrando entrambe le mani sulla corda superiore e arrampicandosi sulla prima o sulla seconda corda, il lottatore rimbalza sulle corde prima di gettare entrambe le gambe all'indietro e posizionare il corpo parallelo al tappeto mentre rilascia il corde, cadendo così verso l'interno e verso il basso verso l'anello schiacciando e inchiodando l'avversario. 

### Frog Splash
Questa mossa viene eseguita saltando dalla corda superiore, allungandosi in posizione orizzontale e portando i piedi e le mani verso l'interno e verso l'esterno prima di atterrare.
Esiste una variazione di virata ad alto angolo chiamata Five-Star Frog Splash in cui l'avversario non è posizionato perpendicolarmente all'angolo. Invece, l'attaccante si gira a mezz'aria per atterrare sull'avversario nella posizione di splash, indipendentemente dalla direzione in cui si trova l'avversario. 

## Diving bulldog
Per eseguire questa manovra aerea, l'esecutore deve essere in piedi (o seduto) sulla terza corda e l'avversario di spalle al paletto. L'esecutore, saltando, si aggrappa alla testa dell'avversario e lo spinge fino a far scontrare la testa del malcapitato contro il ring.

## Diving crossbody
Molto frequente fra i pesi leggeri. La manovra consiste nel lanciarsi da uno degli angoli del ring in maniera trasversale col proprio corpo sull'avversario posto col viso dinanzi a quello dell'esecutore.

### Diving reverse crossbody
In questa piccola variante, l'esecutore, posto sul paletto dando le spalle al suo avversario, si lancia su quest'ultimo effettuando durante il volo una rapida giravolta che gli consentirà di piombare trasversalmente sul torso del nemico.

### Slingshot crossbody
Noto anche come Pescado, tale manovra richiede l'utilizzo delle corde. L'avversario è posto in piedi all'esterno del ring e l'esecutore, aiutandosi con le corde, esegue un Crossbody dall'interno all'esterno del quadrato.

## Stomps

### Diving foot stomp
Il lottatore salta giù da una piattaforma rialzata su un avversario, facendo cadere un piede sul corpo dell'avversario. Una variazione nota come doppio calpestio in picchiata vede il lottatore attaccante saltare giù da una piattaforma rialzata su un avversario, spingendo entrambi i piedi contro l'avversario. 

### Diving double foot stomp
Una variazione nota che vede il lottatore attaccante saltare giù da una piattaforma rialzata su un avversario, spingendo entrambi i piedi contro l'avversario. 

### Moonsault Double Foot Stomp
Questa variazione vede il lottatore eseguire un salto lunare, ma invece di atterrare su un avversario caduto nella posizione di splash , il lottatore continua la rotazione spingendo entrambi i piedi contro l'avversario.

### Mushroom Stomp
Mentre si trova sul tenditore centrale, un lottatore salta sopra un avversario in carica, spingendo uno o entrambi i piedi nella schiena dell'avversario, spingendo l'avversario nel tenditore o giù a terra, prima di atterrare in piedi. Il nome della tecnica è un riferimento agli attacchi stomping usati dal personaggio dei videogiochi Mario .

## Headscissors/Hurricanrana
Conosciute come tijeras (forbici) in Lucha Libre . Questa mossa viene eseguita con le gambe del lottatore sforbiciate attorno alla testa dell'avversario, trascinando l'avversario in una capriola in avanti forzata mentre il lottatore cade a terra. Viene spesso erroneamente chiamato Hurricanrana nel wrestling americano, ma a causa della mancanza di una combinazione di immobilizzazione a doppia gamba, è un takedown standard con le forbici alla testa.

### Vertical Headscissors Takedown
Questa mossa viene eseguita quando il lottatore attaccante, in posizione verticale, sforbicia le gambe attorno alla testa dell'avversario e segue con il takedown con le forbici alla testa. Esistono molteplici varianti del takedown con le forbici in verticale. Ad esempio, in una variante, il lottatore attaccante rotola in avanti dopo aver forbito le gambe attorno alla testa dell'avversario; in un altro, l'avversario rotola all'indietro in posizione verticale per poi eseguire una forbice alla testa e il takedown. È comunemente usato da Kalisto e Cedric Alexander . Questa mossa fu resa popolare anche da Trish Stratus, che la usò come mossa caratteristica, chiamata Stratusphere .

### Handstand Headscissors Takedown
Questa mossa è in realtà un contatore. Di solito, l'avversario afferra il lottatore attaccante (come se stesse eseguendo una schiantata sul marciapiede), l'attaccante contrattacca e fa oscillare il corpo verso l'alto, quindi forbice le gambe attorno alla testa dell'avversario, gira attorno al corpo dell'avversario e fa oscillare le gambe verso il basso, risultando nel takedown con le forbici alla testa.

### Hurricanrana
Anche se viene comunemente chiamato Hurricanrana , il nome spagnolo originale di questa manovra è Huracánrana . Il nome è stato preso dal suo innovatore, il luchador messicano Huracán Ramírez . A volte indicato come tiro di vittoria inverso, è un takedown con forbici alla testa che termina con una presa a culla a doppia gamba . [8] [9] (Una rana è una qualsiasi culla a due gambe.) Esiste anche una versione con salto mortale , chiamata Dragonrana.

### Hurricanrana Driver
Il lottatore esegue un takedown con le forbici alla testa su un avversario seduto o in ginocchio, spingendolo per primo contro il tappeto. Ruby Soho e Kalisto usano questa mossa in alcune delle loro partite. 
Conosciuto anche come Frankensteiner invertito o rana velenosa, questa mossa utilizza un Frankensteiner standard, ma invece di eseguire la mossa guardando il viso dell'avversario, viene eseguita guardando la parte posteriore dell'avversario.

### Rope-Aided Hurricanrana
Mickie James esegue un hurricanrana con l'ausilio di una corda su Katie Lea Burchill
Questa manovra è conosciuta anche come hurricanrana oscillante . Il lottatore attaccante, iniziando dall'angolo, usa le corde superiori come leva per sforbiciare le gambe attorno all'avversario (di solito un avversario in arrivo) e oscilla per eseguire l'hurricanrana. Questa variazione dell'hurricanrana è stata resa popolare da Mickie James , poiché lei stessa ha chiamato la mossa Mick-a-rana .

### Diving Hurricanrana
Questa mossa viene eseguita saltando in avanti dalla corda superiore con le gambe divaricate, quindi mettendosi a cavalcioni sulle spalle di un avversario in piedi e sfruttando lo slancio per staccarsi , rotolando e lanciando l'avversario in avanti. Questa mossa è stata resa popolare da Lita come Litacanrana . Rey Mysterio ha reso popolare una versione trampolino di lancio chiamata West Coast Pop , ma la usa raramente nei suoi ultimi anni a causa di infortuni al ginocchio.

### Frankensteiner
Questa variante viene eseguita su un avversario seduto sul tenditore superiore. Con le gambe del lottatore attaccante sforbiciate attorno alla testa dell'avversario mentre sono uno di fronte all'altro, il lottatore fa un salto mortale all'indietro per oscillare attraverso le gambe aperte dell'avversario, trascinando l'avversario in una capriola forzata che allontana il lottatore dall'avversario, che atterra per primo. 
È anche possibile utilizzare una variazione della verticale. Con l'avversario seduto sul tenditore superiore rivolto verso l'anello, il lottatore esegue una capriola sul tenditore inferiore, avvolgendo entrambi gli stinchi oi piedi attorno al collo dell'avversario. Il lottatore quindi lancia entrambe le gambe in avanti verso il ring, tirando e ribaltando prima l'avversario sul tappeto.
Rey Mysterio e Último Dragón usano una versione rotante di questa mossa che vede il wrestling posizionato sulla corda superiore dietro l'avversario seduto sulla stessa corda superiore rivolto verso l'interno del ring. Il lottatore quindi si posiziona su entrambe le spalle dell'avversario, ruota di circa 180 gradi ed esegue il salto mortale all'indietro per atterrare prima sul petto per capovolgere l'avversario sulla schiena. Último Dragón usa questa mossa come mossa finale e la chiama Dragonsteiner .

### Reverse Frankensteiner
Conosciuto anche come Frankensteiner invertito o Frankensteiner avvelenato , questo viene eseguito su un avversario seduto sul tenditore superiore. Tuttavia, l'avversario è rivolto lontano dall'anello sul tenditore superiore, quindi l'avversario si ribalta all'indietro e atterra per primo. Questa mossa può essere eseguita anche all'esterno del ring se l'avversario è rivolto verso l'interno del ring o seduto su un bordo del tenditore d'angolo rivolto verso il pubblico con entrambe le gambe fuori dal ring sullo stesso lato. C'è anche una variazione in piedi di questa mossa in cui il lottatore salta sulle spalle dell'avversario da dietro e poi si gira all'indietro spingendo la testa o il petto dell'avversario sul tappeto.

### Dragonrana
In questa variante il lottatore esegue un salto mortale frontale dalla corda superiore prima di eseguire un vero hurricanrana in uno spillo . La tecnica prende il nome da e dopo Dragon Kid , che ha reso popolare la manovra. 

### Fenicerana
Con questa variante il lottatore, rivolto lontano dal ring e situato sul tenditore superiore, esegue un giro di 180° a mezz'aria e poi esegue un salto mortale in avanti prima di eseguire un hurricanrana di pinning.

## Flying Kicks
Diversi attacchi presi dalle arti marziali orientali a Lucha libre , queste sono manovre molto popolari tra i fan di tutto il mondo. 

### Diving Calf Kick
In piedi sopra il tenditore superiore o la corda superiore, il lottatore attaccante salta giù e si gira leggermente in modo da librarsi a mezz'aria rivolto lontano dall'avversario, collegando il lato dell'area del cavo del polpaccio della gamba anteriore alla faccia o al petto dell'avversario.

### Diving Leg Lariat
Un leg lariat in cui un lottatore salta da una piattaforma rialzata verso un avversario e avvolge una gamba attorno alla testa o al collo dell'avversario, facendolo cadere a terra.

### Flying Spinning Heel Kick
Una mossa in cui il lottatore salta da una posizione elevata (di solito il tenditore superiore) e colpisce un avversario in piedi con un calcio rotante a mezz'aria.

### Flying Thrust Kick
Eseguito quando un lottatore salta da una piattaforma rialzata (di solito il tenditore superiore) ed esegue un calcio all'indietro a mezz'aria su un avversario in piedi.

### Missile Dropkick
Una mossa in cui il lottatore salta da una posizione elevata (di solito il tenditore superiore) e colpisce un avversario in piedi con la pianta di entrambi i piedi, essenzialmente eseguendo una versione in tuffo di un dropkick .

## Moonsault
L'esecuzione della manovra prevede che l'avversario sia steso a terra e che l'esecutore si trovi in piedi di fianco ad esso, di spalle. L'esecutore salta all'indietro in modo da finire addosso all'avversario con la pancia.

### Corkscrew moonsault
È un moonsault con rotazione del corpo; l'esecutore si trova solitamente in una posizione elevata rispetto all'avversario, ad esempio su uno dei paletti del ring; l'esecutore esegue il moonsault e contemporaneamente ruota su sé stesso di 360°, cadendo sull'avversario come nel classico moonsault.
Esiste, inoltre, una variante che prende il nome di Split-legged Corkscrew moonsault dove l'esecutore, posto dinanzi al paletto, esegue un balzo per poi cadere a gambe divaricate sulle corde effettuando, infine, la mossa sopracitata.

### Diving Moonsault
Questo è un Moonsault dalla corda più alta, un lottatore guarda lontano dall'avversario supino ed esegue un tuffo all'indietro atterrando sull'avversario in una posizione splash ma rivolto verso la posizione elevata. in questo moonsault, il lottatore atterra su un avversario in piedi e forza li giù al tappeto. La mossa è considerata una versione ad alto impatto di uno splash, poiché il lottatore utilizza la velocità di rotazione.

### Double jump moonsault
Ennesima variazione dello springboard moonsault. Prevede che l'esecutore sfrutti il rimbalzo sulla seconda corda per arrivare sulla terza e da qui eseguire il moonsault. Tale versione è anche conosciuta come picture perfect moonsault o double springboard moonsault.
Un'ulteriore variazione, nota come Triple Jump Moonsault, porta l'esecutore a correre in direzione di una sedia o di un'altra piattaforma posta nel ring, saltare su di essa, arrivare sulla terza corda ed eseguire il moonsault.

### Double rotation moonsault
Vi sono due tipologie di double rotation moonsault: una che si configura come una versione dell'Asai moonsault, ed un'altra che consiste nel classico moonsault dalla terza corda con due rotazioni.
La prima variazione, nota anche come 720° Moonsault, prevede che l'esecutore si trovi a bordo ring, mentre l'avversario si trova sdraiato a terra. L'esecutore salta in modo da poggiare con i piedi sulla prima o sulla seconda corda ed effettua un salto all'indietro, come per effettuare un Asai moonsault; mentre si trova in aria, l'esecutore porta verso di sé le gambe ed effettua una seconda rotazione, in modo da cadere sull'avversario dopo aver compiuto due giri su sé stesso.
La seconda tipologia di variazione, nota come 540° Moonsault, vede l'esecutore salire sul paletto ed effettuare un balzo all'indietro tenendo sul suo petto le ginocchia.

### Moonsault double foot stomp
In questo caso l'esecutore effettua il moonsault ma termina la manovra in piedi.

### Moonsault leg drop
Questa variazione prevede l'esecuzione di un moonsault classico, ma si differenzia dallo stesso nell'atterraggio dell'esecutore, il quale termina la mossa cadendo con le gambe sull'avversario, eseguendo perciò un leg drop. Resa famosa da 2 Cold Scorpio.

### Moonsault slam
Variazione del moonsault, chiamata anche Spanish Fly, che si differenzia notevolmente dalle altre poiché prevede che l'esecutore esegua la manovra assieme all'avversario, il quale è stretto in una presa dall'attaccante.

### Rounding moonsault
Questa variazione del moonsault è conosciuta anche come sideways moonsault, rolling moonsault e rounding splash. L'attaccante sale sul paletto e ruota il suo corpo in modo da trovarsi di taglio rispetto all'avversario.

### Split legged moonsault
Lo Split Legged moonsault è un'ulteriore tipologia di Moonsault che sfrutta la spinta delle corde per arrecare più danno all'avversario. La mossa consiste nel salire sulla terza corda, lasciarsi cadere con le gambe divaricate sulla corda stessa ed infine effettuare un moonsault più "basso" di quello normale. Una variante consiste nel saltare direttamente sulla terza corda per darsi il rimbalzo necessario per eseguire la manovra rendendola, in questo caso, di più veloce esecuzione.

### Split legged corkscrew moonsault
In questa mossa da fermo rimbalzava a gambe aperte sulle corde vicino al paletto per eseguire poi ad alta velocità vari avvitamenti per cadere poi sulla vittima stesa a terra.

### Springboard moonsault
Detto anche La Quebrada in Messico, questa tipologia di moonsault utilizza il principio dello springboard, che prevede l'utilizzo delle corde come supporto sul quale rimbalzare nel corso dell'esecuzione di una mossa. Negli Stati Uniti questa mossa è nota come Lionsault.
Quando uno springboard moonsault prevede l'atterraggio sull'avversario posto fuori dal ring, non necessariamente sdraiato a terra, prende il nome di Asai moonsault. Il nome deriva da Yoshihiro Asai, colui che rese celebre questa variazione.

### Standing moonsault
Lo standing moonsault è una delle varianti più difficili e spettacolari della mossa. Le condizioni dell'avversario rispetto al corpo dell'esecutore sono le stesse del diving moonsault, mentre chi esegue la mossa, prima di spiccare il balzo, non si deve trovare su nessuna delle tre corde, ma fermo con i piedi poggiati per terra.

#### Standing moonsault knee drop
Variante dello Standing moonsault che vede l'esecutore atterrare sull'avversario con le ginocchia anziché la pancia.

### Triple jump moonsault
Variante del Moonsault in cui l'esecutore salta consecutivamente su tutte le tre corde a ridosso del turnbuckle ed infine esegue il Moonsault dalla terza corda.

## Body Press

### Flying Body Press
Differenziandosi da uno splash o un senton , queste manovre vengono eseguite da una posizione eretta, utilizzando slancio e peso per travolgere un avversario in piedi o inchiodare uno caduto. 

### Falling Thesz Press
Seduto sul tenditore superiore, il lottatore attaccante appoggia entrambi i piedi con le gambe divaricate sulle seconde corde in attesa di un avversario in arrivo, quindi salta in avanti attraverso il trampolino per sedersi sulla parte centrale dell'avversario come in una pressa Thesz in piedi .

### Shooting Star Press
Una tecnica inventata da Jushin Thunder Liger. Il lottatore salta in avanti da una posizione elevata e preme le ginocchia contro il proprio petto, esegue un salto mortale all'indietro e atterra sull'avversario come se eseguisse una pressa del corpo .

## Rolling Thunder
Il Rolling Thunder è una mossa tipica del panorama della lucha libre messicana, ma resa celebre negli Stati Uniti da Rob Van Dam.
La mossa consiste nel correre in direzione dell'avversario steso a terra, realizzare una capriola e, una volta raggiunto l'avversario, eseguire un piccolo salto in modo da cadergli addosso con la schiena.

### Diving Rolling Thunder
Consiste in un salto dal paletto durante un particolare avvitamento

### Rolling Thunder Clothesline
Consiste nel realizzara una capriola in avanti e colpire l'avversario con una Clothesline saltando.

### Rolling Thunder Monkey Flip
Viene eseguito in rincorsa per poi compiere una rotazione in avanti e proiettare l'avversario, situato all'angolo, con un normale Monkey Flip.

### Rolling Thunder Splash
L'esecutore cade di pancia anziché di schiena.

## Samoan dive
L'esecutore prende la rincorsa simile a quella di un suicide dive, ma durante il salto, l'esecutore deve scavalcare la terza corda e stare a pancia all'aria durante il volo.

## Suicide dive
Di origini messicane, consiste nel tuffarsi in rincorsa fra la seconda e la terza corda sull'avversario in piedi all'esterno del ring. È molto utilizzata anche negli Stati Uniti.

### No-handed over the top rope suicide dive
Variante del Suicide Dive: anziché tuffarsi tra la seconda e la terza corda, l'esecutore prende lo slancio e salta oltre la corda più alta prima di cadere in volo sull'avversario.

## Spinning giant swing
Una mossa che consiste nell'afferrare l'avversario per le caviglie per poi iniziare a girare su se stesso, causando quindi stordimento, giramento di testa e nausea alla vittima. Anche se oltre a confondere l'avversario anche l'esecutore riscontra giramento di testa, pecca non da poco.

## Plancha
Un termine accettato nel wrestling americano per una fionda a tracolla in cui il lottatore va dall'interno del ring sopra la corda dell'anello superiore verso l'esterno. In lucha libre , questa variante è spesso chiamata " pescado " (spagnolo per "pesce") poiché una plancha corretta si riferisce a qualsiasi tipo di tracolla. In America, tuttavia, un passaggio dal tenditore superiore a un avversario in piedi all'esterno, dove i forzieri si scontrano, viene comunemente indicato come tale. È anche usato per riferirsi a qualsiasi attacco dal ring verso l'esterno in cui i petti dei lottatori si colpiscono l'un l'altro. Ad esempio, una stella cadente che preme verso l'esterno su un avversario in piedi viene definita plancha della stella cadente. 

### Standing
Il termine è usato per riferirsi a qualsiasi mossa eseguita allo stesso livello dell'avversario, di solito proprio sul tappeto, piuttosto che alla maggior parte delle mosse aeree in cui il lottatore attaccante le esegue da una piattaforma rialzata.

### Suicide Plancha
Spesso ricorrendo in spagnolo come suicida , questo termine è posto prima di qualsiasi mossa che vada da una qualsiasi delle parti dell'anello all'esterno dell'anello. L'esempio più comune è il tuffo suicida noto come topé suicida (spagnolo per "testata suicida"). Quando viene eseguita una capriola dopo aver saltato attraverso le corde, o saltando oltre la corda superiore, per atterrare prima sulla schiena dell'avversario, la mossa è nota come suicide senton o topé con giro (Sp. testata rotante ). Al di fuori del Messico, la mossa è erroneamente indicata come topé con hilo , poiché è stata tradotta male in Giappone (poiché hilo in spagnolo significa in realtà filo) e il termine è rimasto tale. 

### Super
Questo termine (spesso scambiato per tuffarsi , elevato , corda superiore o valanga) viene posto prima di qualsiasi movimento eseguito normalmente sul tappeto ma quando eseguito dalla corda superiore o seconda. 

### Topè
Un topé (dall'originale spagnolo tope , che significa colpo di testa), come la plancha, è una mossa più spesso eseguita saltando dall'interno del ring e fuori, ma invece di andare oltre la corda superiore, il topé viene eseguito saltando in avanti attraverso le corde per colpire l'avversario con la testa. In Messico, topé si riferisce anche a qualsiasi variazione di un ariete .